# Barytarbes
Barytarbes is een geslacht van insecten uit de orde vliesvleugeligen (Hymenoptera) en de familie Ichneumonidae.

## Soorten
- B. adpropinquator (Gravenhorst, 1829)
- B. annulipes (Thomson, 1883)
- B. antennatus (Provancher, 1877)
- B. colon (Gravenhorst, 1829)
- B. compos (Davis, 1897)
- B. flavicornis (Thomson, 1892)
- B. flavoscutellatus (Thomson, 1892)
- B. fulvus Sheng & Schonitzer, 2008
- B. hilarellus Schmiedeknecht, 1914
- B. himertoides Teunissen, 1953
- B. honestus (Cresson, 1868)
- B. illuminator Aubert, 1969
- B. laeviusculus (Thomson, 1883)
- B. lalashanensis (Kusigemati, 1990)
- B. leptobasis (Townes, 1970)
- B. pectoralis (Brischke, 1871)
- B. provancheri (Cushman, 1917)
- B. ruficornis Ulbricht, 1926
- B. superbus Schmiedeknecht, 1914
- B. ubusinensis Gregor, 1937